# Boulevard des Forges
Pour les articles homonymes, voir Forges du Saint-Maurice et Forges.
Le boulevard des Forges est une voie de communication située à Trois-Rivières, en Mauricie, au Québec (Canada), créée en 1835.

## Situation et accès
Elle suit un axe nord-sud parallèle à la rivière Saint-Maurice sur une distance de 18.3 km, à partir des Forges du Saint-Maurice, jusqu'au centre-ville et à la rue des Forges. Le boulevard des Forges est accessible depuis l'autoroute 40.

## Origine du nom
Le nom du boulevard doit son origine aux forges du Saint-Maurice, qui furent le premier établissement industriel au Canada. Établies en 1730, ces forges ont fonctionné durant plus de 150 ans au cours des XVIIIe siècle et XIXe siècle. Elles sont maintenant un lieu historique national du Canada.

## Historique
La voie a été ouverte en 1835 en remplacement d'un ancien chemin du Roi qui reliait Trois-Rivières aux forges du Saint-Maurice via le coteau de Bine qui est situé plus à l'ouest. Il a porté le nom de rue Lejeune entre 1879 et 1935, pour ensuite prendre son nom actuel.

## Bâtiments remarquables et lieux de mémoire
- Cimetière Saint-Louis
- Parc de l'Exposition
- Hippodrome de Trois-Rivières
- Cimetière Saint-Michel

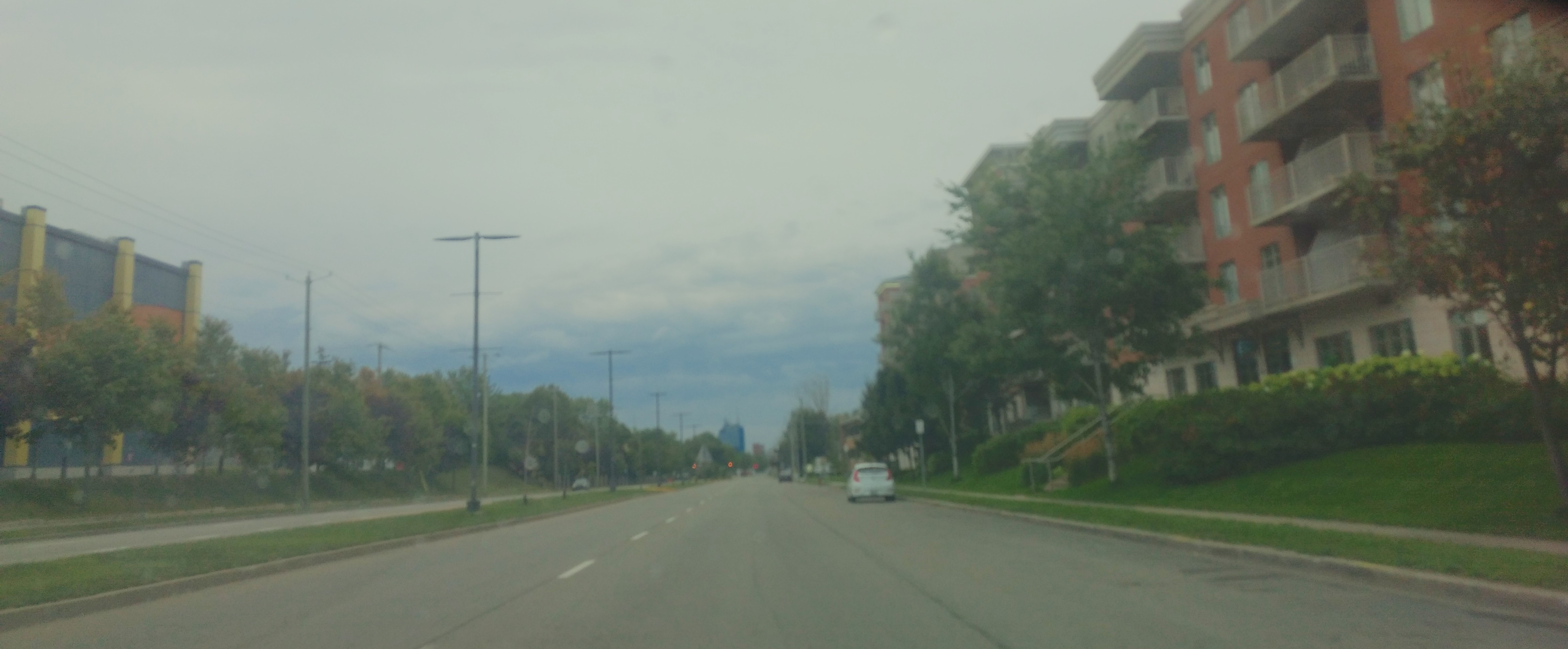
Hippodrome.

  - Mausolée des Évêques-de-Trois-Rivières
- Campus principal de l'Université du Québec à Trois-Rivières
  - Moulin à vent de la commune
  - Stade de l'Université du Québec à Trois-Rivières
- Centre commercial Les Rivières
- Forges du Saint-Maurice

## Notes et références

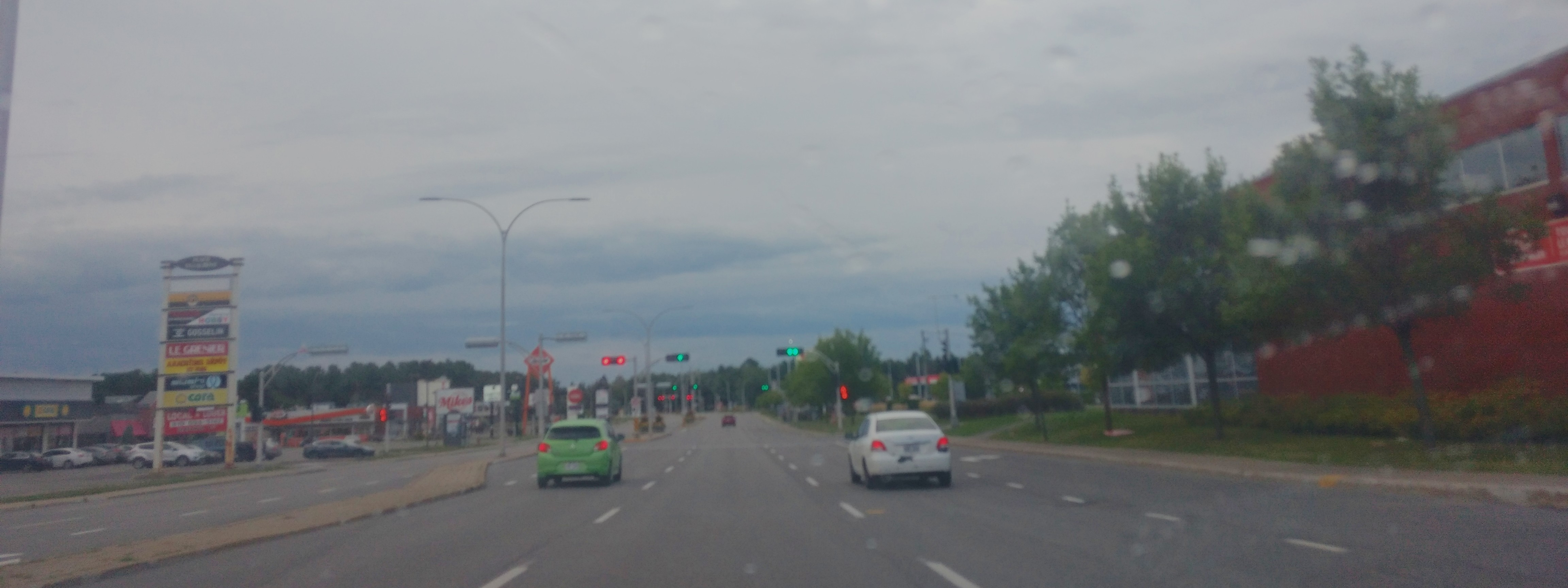
Boulevard des Forges.